# Павел (Салиба)
Митрополи́т Па́вел (англ. Metropolitan Archbishop Paul, в миру Бадих Салиба, англ. Badih Saliba; 10 июля 1939, Бсарма, Северный Ливан — 1 июля 2017, Сидней) — епископ Антиохийской православной церкви, митрополит Австралийский, Новозеландский и Филиппинский.

## Биография
Родился 10 июля 1939 года в деревне Бсарма района Кура в Северном Ливане, в семье Георгия Салибы и Елены Гази.
Начальное образование получил в деревенской школе, а затем в православной школе Аль-Эсла в городе Амюн. В 1952 году при содействии митрополита Феодосия (Абурджели) поступил в Баламандскую духовную семинарию.
В 1957 году принял имя Павел и был направлен в семинарию на греческом острове Патмос для изучения греческого языка и византийской музыки.
В 1958 году митрополит Феодосий (Абурджели) рукополагает его в диакона, после Павел едет учиться в Афинский университет для продолжения богословского образования. После трёх лет обучения там переходит в Университет Аристотеля в Салониках, который и окончил в 1963 году.
По возвращении на родину был направлен в Триполи. Митрополит Триполийский Илия (Корбан) назначил его учителем в православных школах, членом духовного суда и секретарём епархиального совета.
В 1965 году настоятель Баламандского монастыря епископ Игнатий (Хазим) определил его учителем в Баламандской богословской школе.
В 1966 году в Триполи митрополитом Триполийским Илиёй был рукоположён в сан священника с возведением в сан архимандрита.
В сентябре 1968 года отбыл из Ливана в США, где был назначен пастырем в церковь святого Илии в Браунсвилле, штат Пенсильвания.
Здесь он поступил в Университет Дюкейн в Питтсбурге, который окончил в 1970 году со степенью бакалавра по предмету мировые цивилизации (Bachelor of World Civilisations). Вслед за этим изучал педагогику, завершив обучение в 1972 году.
В 1970 году был перемещён в испытывавший нестроения приход в Нью-Кенсингтоне. За 9 лет своей службы там архимандрит Павел добился повышения посещаемости церкви, лучше поставил дело воскресной школы, хора и молодёжной группы. На епархиальном уровне служил благочинным духовенства и советником сестричества. В то же время начал докторантуру по мировым цивилизациям в Питтсбургском университете, но закончить её не смог.
В 1979 году митрополит Филипп (Салиба) назначил его настоятелем прихода в Вашингтоне, столице США. В своем новом приходе он упорно трудился над объединением прихожан и противодействием уходу людей от Церкви. Он позаботился о том, чтобы все долги были выплачены, и возродил церковные объединения. Кроме того архимандрит Павел заметил тревожный рост числа алкоголиков и наркоманов в Вашингтоне. Поэтому он поступил в специальную школу, чтобы научиться помогать тем, кто столкнулся с такой проблемой. Через полтора года он прошёл квалификацию. Он продолжил заботиться о прихожанах своего прихода и о других православных христианах в этом районе, которые были наркоманами.
5 октября 1999 года Священный Синод Антиохийской православной церкви избрал его на Австралийскую кафедру. 10 октября 1999 года в Успенском патриаршем соборе в Дамасском состоялась его епископская хиротония с возведением в достоинство митрополита Австралийского и Новозеландского. 29 ноября того же года прибыл в Австралию.
В 1989 году архимандрит Павел Салиба начал вещание еженедельной передачи по радио, продолжавшейся шесть лет. В 1990 году он инициировал еженедельную телевизионную программу, которая пропложалась и после его отъезда из США. Его приход в Вашингтоне начал проект строительства на три миллиона долларов для расширения церковных помещений на разных уровнях. Из его коротких бесед и посланий сложился целый сборник для душеполезного чтения.
За время управления им кафедрой количество приходов и общин под его омофором выросло более чем в четыре раза. Он способствовал обращению в православие целых общин. Этому способствовала его открытость: «Наша Церковь — Антиохийская. Она не греческая, не ливанская, не русская, или сирийская, или палестинская. Все люди, верящие в учение Православной Церкви, являются православными, независимо от их национальности. Любой человек, входящий в лоно Антиохийской Православной Церкви, должен оставить свою национальность перед дверью в храм. Не существует священного языка или священной страны. Существует только святая Православная Церковь, единая святая невеста Христова».
Особо примечательным событием стало принятие в Православие целого ряда филиппинских общин в 2008 году, в связи с чем его титул был тогда же сменён на «Австралийский, Новозеландский и Филиппинский». Появление приходов Антиохийской православной церкви на Филиппинах вызвало резкое осуждение со стороны митрополита Гонконгского Нектария (Цилиса), который отлучил от причастия всех мирян, которые перешли из Константинопольского Патриархата в Антиохийский и запретил своим клирикам и прихожанам общаться с антиохийскими. При этом митрополит Нектарий исходил из распространённой в Константинопольском патриархате идеи, что вся православная диаспора должна подчиняться Константинопольскому Патриархату.
В 2015 году основал в Австралии «Антиохийскую деревню» в монастыре святого Михаила в Голберне как место, в котором молодежь и целые семьи могли бы собираться для молитвы, размышлений и общения. Именно там он совершил свою последнюю литургию за два дня до смерти — 29 июня 2017 года, на праздник святых апостолов Петра и Павла, в день своих именин.
Скончался утром 1 июля 2017 года. Отпевание митрополита Павла состоялось 10 июля в антиохийском Свято-Георгиевском соборе в Сиднее. Заупокойную службу возглавил митрополит Сидонский и Тирский Илия. В отпевании приняли участие митрополит Буэнос-Айресский и Аргентинский Силуан, епископ Вустерский и Новой Англии Иоанн, многочленные клирики Антиохийского патриархата. В тот же день состоялись его похороны. В этот день ему исполнилось бы 78 лет.